# Scotussa impudica
Scotussa impudica är en insektsart som beskrevs av Giglio-tos 1894. Scotussa impudica ingår i släktet Scotussa och familjen gräshoppor. Inga underarter finns listade i Catalogue of Life.